# Actor de caràcter

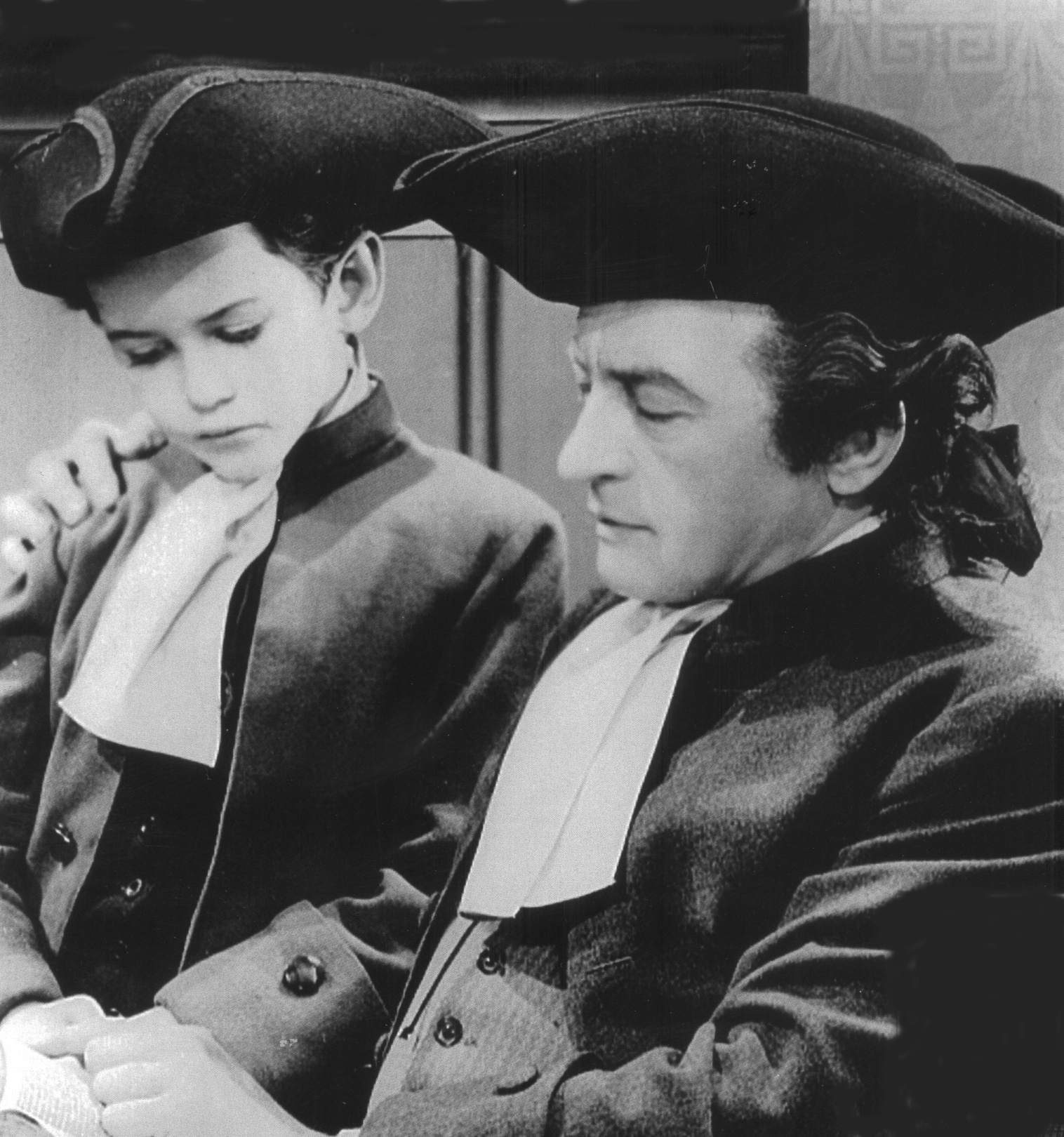
L'actor Claude Rains (dreta) de vegades era un actor principal, de vegades un actor de caràcter, sovint interpretat com un home sofisticat, de vegades "moralment ambigu".

Un actor de caràcter és un actor conegut per interpretar personatges inusuals, excèntrics o interessants en els papers secundaris, en lloc dels principals. El terme és una mica abstracte i obert a interpretació. El terme actor de caràcter s'aplica sovint a un actor que sovint fa un paper secundari distintiu i important. En un altre sentit, un actor de caràcter també pot ser aquell especialitzat en papers menors.
Un actor de caràcters pot interpretar una varietat de personatges en la seva carrera, sovint anomenat "camaleó", o pot ser conegut per interpretar el mateix tipus de papers. Els papers d'actor de caràcters són més importants que els secundaris o els extres que no parlen. El terme s'utilitza principalment per descriure actors de televisió i cinema, a diferència dels actors de teatre. Un dels primers ús del terme va ser a la versió de 1883 de The Stage, que definia un actor de caràcter com «aquell que retrata individualitats i excentricitats». Els actors amb una llarga trajectòria en interpretar papers de caràcter pot ser difícil que el públic els reconegui com el mateix actor.

## Visió general

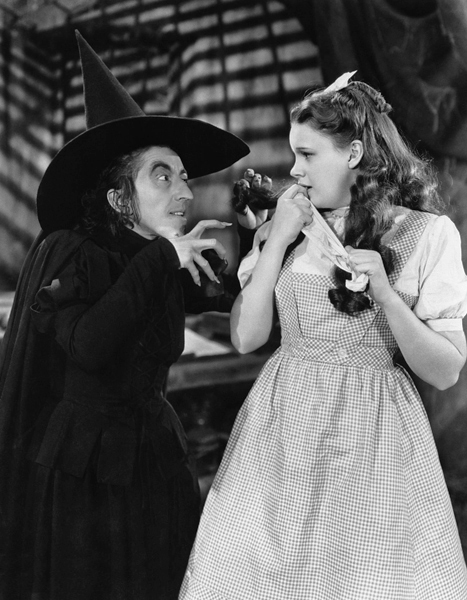
L'actriu de caràcter Margaret Hamilton (esquerra) a la vida real era una "dona dolça i amable" que fins i tot va ensenyar a la llar d'infants abans de treballar a Broadway i Hollywood, molt diferent del seu personatge a la pantalla de la Bruixa Malvada a la pel·lícula de 1939 El màgic de Oz.

En contrast amb els actors principals, generalment se'ls considera menys glamurosos. Mentre que un actor principal sovint té l'atractiu físic que es considera necessari per interpretar l'interès amorós, un actor de caràcter normalment no el té. De fet, alguns actors de caràcter són coneguts pel seu aspecte inusual. Per exemple, la cara de l'actor de personatges de Chicago William Schutz es va desfigurar en un accident de cotxe quan tenia cinc anys, però la seva aparició després d'una cirurgia reconstructiva el va ajudar a ser distintiu per al públic del teatre. En general, els noms dels actors de caràcter no apareixen de manera destacada a la publicitat de cinema i televisió a l'envelat, ja que no s'espera que el nom d'un actor de personatge atragui el públic cinematogràfic. Alguns actors de caràcter han estat descrits com a reconeixibles a l'instant malgrat que els seus noms són poc coneguts.
Al llarg d'una carrera d'actor, un actor de vegades pot canviar entre els papers principals i els papers secundaris. Alguns actors principals, a mesura que envelleixen, troben que l'accés als papers principals està limitat per la seva edat. De vegades, els actors de caràcter han desenvolupat carreres basades en talents específics necessaris en pel·lícules de gènere, com ara la dansa, l'equitació, l'acrobàcia, la capacitat de natació o la boxa. Molts actors emergents es troben encastats en papers de caràcter a causa d'un èxit primerenc en un paper determinat o en un gènere determinat, de manera que l'actor s'identifica tan fortament amb un tipus de paper particular que els directors de càsting i els agents teatrals dirigeixen el actor a papers semblants. Alguns actors de caràcter són coneguts com a "camaleons", capaços d'interpretar papers que varien molt, com Gary Oldman i Christian Bale.
Molts actors de personatges tendeixen a fer el mateix tipus de paper al llarg de la seva carrera, com Harvey Keitel de personatges durs i determinats; Christopher Lloyd en personatges excèntrics; Claude Rains en dones sofisticats, de vegades moralment ambigües; Abe Vigoda en delinqüents envellits; Fairuza Balk en noies gòtiques temperades; Doug Jones en criatures no humanes; i Forest Whitaker com a personatges composts amb una volatilitat subjacent. Ed Lauter sol representar una figura amenaçadora a causa de la seva "cara llarga i angular", que es reconeixia fàcilment en el públic, encara que poques vegades coneixia el seu nom. Els actors de personatges poden interpretar una varietat de tipus, com ara la femme fatale, el pistoler, el sidekick (el company de l'heroi), el borratxo de la ciutat, el dolent, la prostituta amb un cor d'or i molts altres. Els papers que interpreta un actor de caràcter sovint són substancialment diferents de la seva personalitat de la vida real. Els actors de personatges prolífics, com Margo Martindale, rarament estan sense feina i sovint tenen llargues carreres que abasten dècades. Solen ser molt estimats pels seus companys actors.